# The Blackbyrds
The Blackbyrds sind eine US-amerikanische Rhythm-and-Blues- und Jazzfunk-Band, die 1973 in Washington, D.C. (Vereinigte Staaten) gegründet und 2012 von Keith Killgo neugegründet wurde.

## Geschichte
Von 1971 bis 1975 unterrichtete Donald Byrd an der Howard University, wo er Chef des Black Music Departments war; 1973 gründete er mit seinen Studenten die Band The Blackbyrds, bestehend aus Kevin Toney (Keyboard), Keith Killgo (Gesang, Schlagzeug), Joe Hall (Bassgitarre), Allan Barnes (Saxophon, Klarinette) und Barney Perry (Gitarre). Orville Saunders (Gitarre) und Jay Jones (Flöte, Saxophon) kamen später hinzu. 
The Blackbyrds unterschrieben 1973 einen Plattenvertrag bei Fantasy Records, wo sie insgesamt acht Alben veröffentlichten. Ihre 1975 veröffentlichte Single Walking in Rhythm erhielt eine Grammy-Nominierung und verkaufte sich bis Mai desselben Jahres über eine Million Mal. Später wurde sie mit einer Goldenen Schallplatte ausgezeichnet.
In Deutschland hatte die Formation beim Baltic Soul Weekender 2022 einen Auftritt.

## Diskografie (Auswahl)

### Alben
- 1974: The Blackbyrds
- 1974: Flying Start
- 1975: City Life (US: Gold)[4]
- 1975: Cornbread, Earl and Me
- 1976: Unfinished Business (US: Gold)
- 1977: Action (US: Gold)
- 1980: Better Days
- 2012: Gotta Fly

### Kompilationen
- 1978: Night Grooves
- 1989: Greatest Hits
- 2007: Happy Music: The Best of The Blackbyrds

### Singles
| Jahr | Titel Album                        | Höchstplatzierung, Gesamtwochen, AuszeichnungChartplatzierungen (Jahr, Titel, Album, Platzierungen, Wochen, Auszeichnungen, Anmerkungen) | Höchstplatzierung, Gesamtwochen, AuszeichnungChartplatzierungen (Jahr, Titel, Album, Platzierungen, Wochen, Auszeichnungen, Anmerkungen) | Anmerkungen |
| Jahr | Titel Album                        | UK | US | Anmerkungen |
| ---- | ---------------------------------- | --- | --- | ----------- |
| 1973 | Black Byrd –                       | — | US88 (6 Wo.)US |             |
| 1974 | Do It, Fluid The Blackbyrds        | — | US69 (6 Wo.)US |             |
| 1975 | Walking in Rhythm Flying Start     | UK23 (6 Wo.)UK | US6 (17 Wo.)US |             |
| 1975 | Flyin’ High City Life              | — | US70 (4 Wo.)US |             |
| 1976 | Happy Music City Life              | — | US19 (13 Wo.)US |             |
| 1976 | Rock Creek Park City Life          | — | US93 (3 Wo.)US |             |
| 1977 | Time Is Movin’ Unfinished Business | — | US95 (3 Wo.)US |             |

Weitere Singles
- 1977: Party Land
- 1977: Soft and Easy
- 1978: Supernatural Feeling
- 1980: What We Have Is Right
- 1981: Love Don’t Strike Twice
- 1981: Dancin’ Dancin’

## Einflüsse im Hip-Hop
Die Blackbyrds haben die Hip-Hop-Generation beeinflusst, so haben Bands wie Gang Starr, Da Lench Mob und Full Force die Musik gesampelt. Insbesondere ihr 1975er Song Rock Creek Park aus dem City Life-Album wurde mehrfach von Gruppen und Künstlern wie MF Doom, De La Soul, Eric B. & Rakim, Big Daddy Kane, N.W.A, Massive Attack, Ice  Cube, Heavy D, Nas, Grandmaster Flash & the Furious Five, Tone Lōc, Mac Dre und Wiz Khalifa gesampelt.